# طارق بوقطايب
طارق بوقطايب (من مواليد 30 أبريل 1981) في مدينة الدار البيضاء هو رياضي مغربي متخصص في الوثب الطويل الوثب الثلاثي.
في الوثب الطويل أنهى بطولة أفريقيا لعام 2006 في المرتبة الثالث عشر. كما شارك أيضا في دورة الألعاب الأولمبية في 2004 و 2008 دون الوصول إلى المباراة النهائية.وأفضل قفزة شخصية هي 8.22 متر، حققها في مارس 2008 في مكناس.
في الوثب الثلاثي فاز ببطولة أفريقيا لعام 2006، واحتل المركز السادس في كأس العالم 2006 وفاز بالميدالية البرونزية في بطولة أفريقيا 2008. كما شارك أيضا في بطولة العالم 2005 وبطولة العالم 2007 دون الوصول إلى المباراة النهائية.
أفضل قفزة شخصية هي 17.37 متر، حققها في يوليو 2007 في الخميسات. وهي الرقم القياسي الأفريقي.

## روابط خارجية
- طارق بوقطايب على موقع الاتحاد الدولي لألعاب القوى (الإنجليزية)
- طارق بوقطايب على موقع أوليمبيديا (الإنجليزية)